# Sigmafunktionen
Sigmafunktionen är inom talteorin en aritmetisk funktion som definieras som summan av {\displaystyle m}:te potensen av alla delare till ett positivt heltal {\textstyle n}:
{\displaystyle \sigma _{m}(n)=\sum _{d|n}d^{m}}
Sigmafunktionen är multiplikativ (men inte komplett multiplikativ) och kan därmed beräknas utifrån primfaktoriseringen av {\textstyle n} som
{\displaystyle \sigma _{m}(p_{1}^{a_{1}}...p_{r}^{a_{r}})=\prod _{i=1}^{r}{\frac {p_{i}^{m(a_{i}+1)}-1}{p_{i}^{m}-1}}}

## Genererande funktioner
Dirichletserier innehållande sigmafunktionen är
{\displaystyle \sum _{n=1}^{\infty }{\frac {\sigma _{a}(n)}{n^{s}}}=\zeta (s)\zeta (s-a),}
som för {\textstyle a=0} blir
{\displaystyle \sum _{n=1}^{\infty }{\frac {d(n)}{n^{s}}}=\zeta ^{2}(s),}
och
{\displaystyle \sum _{n=1}^{\infty }{\frac {\sigma _{a}(n^{2})}{n^{s}}}={\frac {\zeta (s)\zeta (s-a)\zeta (s-2a)}{\zeta (2s-2a)}}}
{\displaystyle \sum _{n=1}^{\infty }{\frac {\sigma _{a}(n)\sigma _{b}(n)}{n^{s}}}={\frac {\zeta (s)\zeta (s-a)\zeta (s-b)\zeta (s-a-b)}{\zeta (2s-a-b)}}.}
En Lambertserie är
{\displaystyle \sum _{n=1}^{\infty }q^{n}\sigma _{a}(n)=\sum _{n=1}^{\infty }{\frac {n^{a}q^{n}}{1-q^{n}}}.}

## Identiteter för sigmafunktionen
{\displaystyle \sigma _{3}(n)={\frac {1}{5}}\left\{6n\sigma _{1}(n)-\sigma _{1}(n)+12\sum _{0<k<n}\sigma _{1}(k)\sigma _{1}(n-k)\right\}.\;}
{\displaystyle \sigma _{5}(n)={\frac {1}{21}}\left\{10(3n-1)\sigma _{3}(n)+\sigma _{1}(n)+240\sum _{0<k<n}\sigma _{1}(k)\sigma _{3}(n-k)\right\}.\;}
{\displaystyle {\begin{aligned}\sigma _{7}(n)&={\frac {1}{20}}\left\{21(2n-1)\sigma _{5}(n)-\sigma _{1}(n)+504\sum _{0<k<n}\sigma _{1}(k)\sigma _{5}(n-k)\right\}\\&=\sigma _{3}(n)+120\sum _{0<k<n}\sigma _{3}(k)\sigma _{3}(n-k).\end{aligned}}}
{\displaystyle {\begin{aligned}\sigma _{9}(n)&={\frac {1}{11}}\left\{10(3n-2)\sigma _{7}(n)+\sigma _{1}(n)+480\sum _{0<k<n}\sigma _{1}(k)\sigma _{7}(n-k)\right\}\\&={\frac {1}{11}}\left\{21\sigma _{5}(n)-10\sigma _{3}(n)+5040\sum _{0<k<n}\sigma _{3}(k)\sigma _{5}(n-k)\right\}.\;\end{aligned}}}
{\displaystyle \tau (n)={\frac {65}{756}}\sigma _{11}(n)+{\frac {691}{756}}\sigma _{5}(n)-{\frac {691}{3}}\sum _{0<k<n}\sigma _{5}(k)\sigma _{5}(n-k),\;}     där {\textstyle \tau (n)} är Ramanujans taufunktion.
{\displaystyle \sum _{\delta |n}d^{\;3}(\delta )=\left(\sum _{\delta |n}d(\delta )\right)^{2}\;}
{\displaystyle d(uv)=\sum _{\delta \;|\gcd(u,v)}\mu (\delta )d\left({\frac {u}{\delta }}\right)d\left({\frac {v}{\delta }}\right)\;}
{\displaystyle \sigma _{k}(u)\sigma _{k}(v)=\sum _{\delta \;|\gcd(u,v)}\delta ^{k}\sigma _{k}\left({\frac {uv}{\delta ^{2}}}\right)\;}